# Sperbergeier
Der Sperbergeier (Gyps rueppelli, benannt nach Eduard Rüppell) ist ein Greifvogel aus der Unterfamilie der Altweltgeier (Aegypiinae). Die Art lebt in Afrika südlich der Sahara und hält den Höhenflugrekord unter den Vögeln.
Sperbergeier sind vom Aussterben bedroht.

## Aussehen

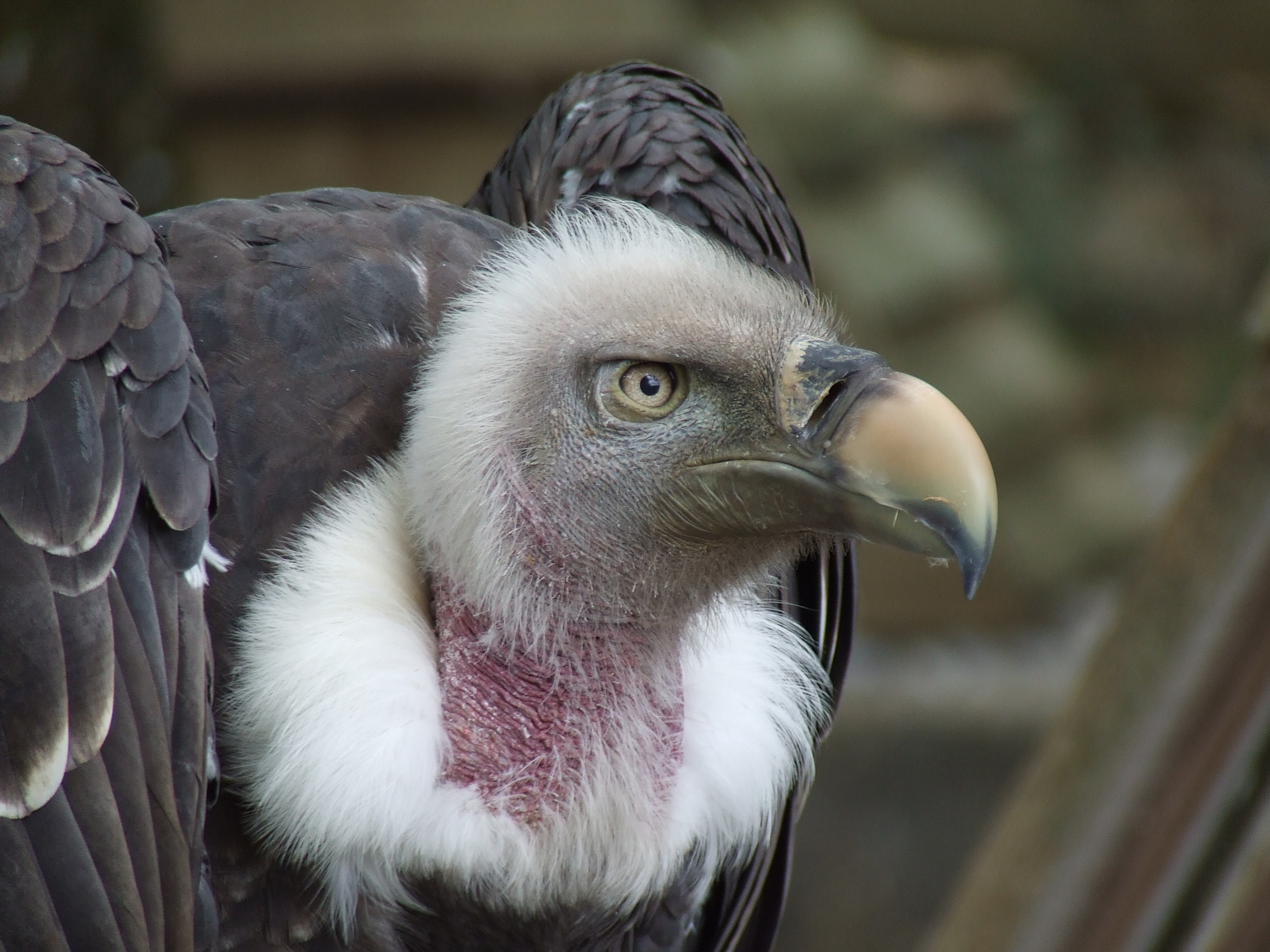
Porträt eines Sperbergeiers

Der Sperbergeier wirkt – besonders im Flug – stämmig. Er erreicht eine Flügelspannweite von 240 cm und bei einer Körperlänge von 101 cm und einer Körperhöhe von 85 cm (im Stehen) ein Gewicht von 6 bis 9 kg. Die breit cremeweiß geränderten Federn am Körper und auf den Flügeldecken geben dem sonst braunen, ausgewachsenen Vogel ein geflecktes (gesperbertes) Aussehen. Kopf, Hals und Füße sind weiß befiedert. Charakteristisch sind der gelbe Schnabel und das blassgelbe Auge beim Erwachsenen (Jungvögel haben eine dunkelbraune Iris). Auf der Flügelunterseite befinden sich zwei weiße Bänder. Die unbefiederten, weiß umrandeten Schulterflecken auf der oberen Brust sind besonders auffällig.

## Lebensweise
Dieser Altweltgeier ist sehr gesellig und kommt meist in großen Ansammlungen vor, sowohl am Aas als auch an Bade- und Gefiedertrocknungsplätzen und beim segelnden Flug über der Savanne bei der Nahrungssuche. Häufig ist er mit Weißrückengeiern vergesellschaftet. Sperbergeier sind Koloniebrüter, die auf schroffen Felsvorsprüngen oder in Felshöhlen brüten. Das aus nur einem weißen, in einigen Gegenden grünlichen und mit blassen braunen Flecken gezeichneten Ei bestehende Gelege wird 55 Tage bebrütet. Die Fütterungsperiode des Nestlings beträgt 150 Tage, flügge wird der Jungvogel mit 3 Monaten. Das Gelege und der mit Aas gefütterte Nestling sind durch Geierraben gefährdet. Sperbergeier leben wahrscheinlich lebenslang in Einehe, ein Paar benutzt oft mehrere Jahre dieselben Brutstätten. Die Geschlechtsreife wird nach 5–7 Jahren erreicht. Diese Geierart frisst vor allen Dingen Muskelfleisch und Eingeweide großer Huftiere, nur ganz vereinzelt wird auch Fleisch von kleineren Tieren gefressen, die weniger als 20 kg wiegen. So trifft man den Sperbergeier auch nur an größeren Kadavern. In einem Zuge vermag der Sperbergeier bis zu 20 % seines eigenen Körpergewichtes zu fressen, was ihm den Start in der Ebene erschwert, so dass er oft einen längeren Anlauf braucht. Die Lebenserwartung beträgt 30–40 Jahre.

## Verbreitung
Der Sperbergeier lebt südlich des nördlichen Wendekreises, vom Atlantik in Senegal bis nach Äthiopien, südlich bis ins mittlere Tansania. Das bisher einzige Vorkommen in Europa befindet sich in Andalusien, wo sich ein gelegentliches Irrgastvorkommen zu regelmäßiger Beobachtung entwickelt hat; die Brutsituation dort ist jedoch noch nicht erforscht.

## Lebensraum
Der Lebensraum sind Afrikas offene trockene Savannen. Er lebt auch an Felsen, wenn ausreichend Aas von Tieren mit mehr als 20 kg Körpergewicht anfällt, ist jedoch nicht in Urwäldern und Wüsten zu finden. Sperbergeier können erstaunlich hoch fliegen. Am 29. November 1973 kollidierte im Luftraum über der Elfenbeinküste ein Verkehrsflugzeug mit einem Sperbergeier in 37.000 ft (ca. 11.300 m) Höhe. Damit hält er den Höhenflugrekord bei den Vögeln.

## Gefährdungssituation
Der Sperbergeier wird von der Weltnaturschutzunion IUCN in der Roten Liste gefährdeter Arten als „vom Aussterben bedroht“ (Critically Endangered) bewertet. Der globale Bestand leidet derzeit unter einem starken Rückgang, der wahrscheinlich anhalten wird. Die größten Bedrohungen sind der Lebensraumverlust durch landwirtschaftlich bedingte Flächenumwandlungen und damit verbundene Verfolgung durch den Menschen sowie auch der Verlust des Nahrungsangebots durch wilde Huftiere. Ob eine mögliche Ausbreitung nach Europa positiv oder negativ zu bewerten ist, bleibt offen. Seit 1999 wurden in Andalusien Brutversuche zwischen Sperbergeiern und Gänsegeiern beobachtet.

## Bilder

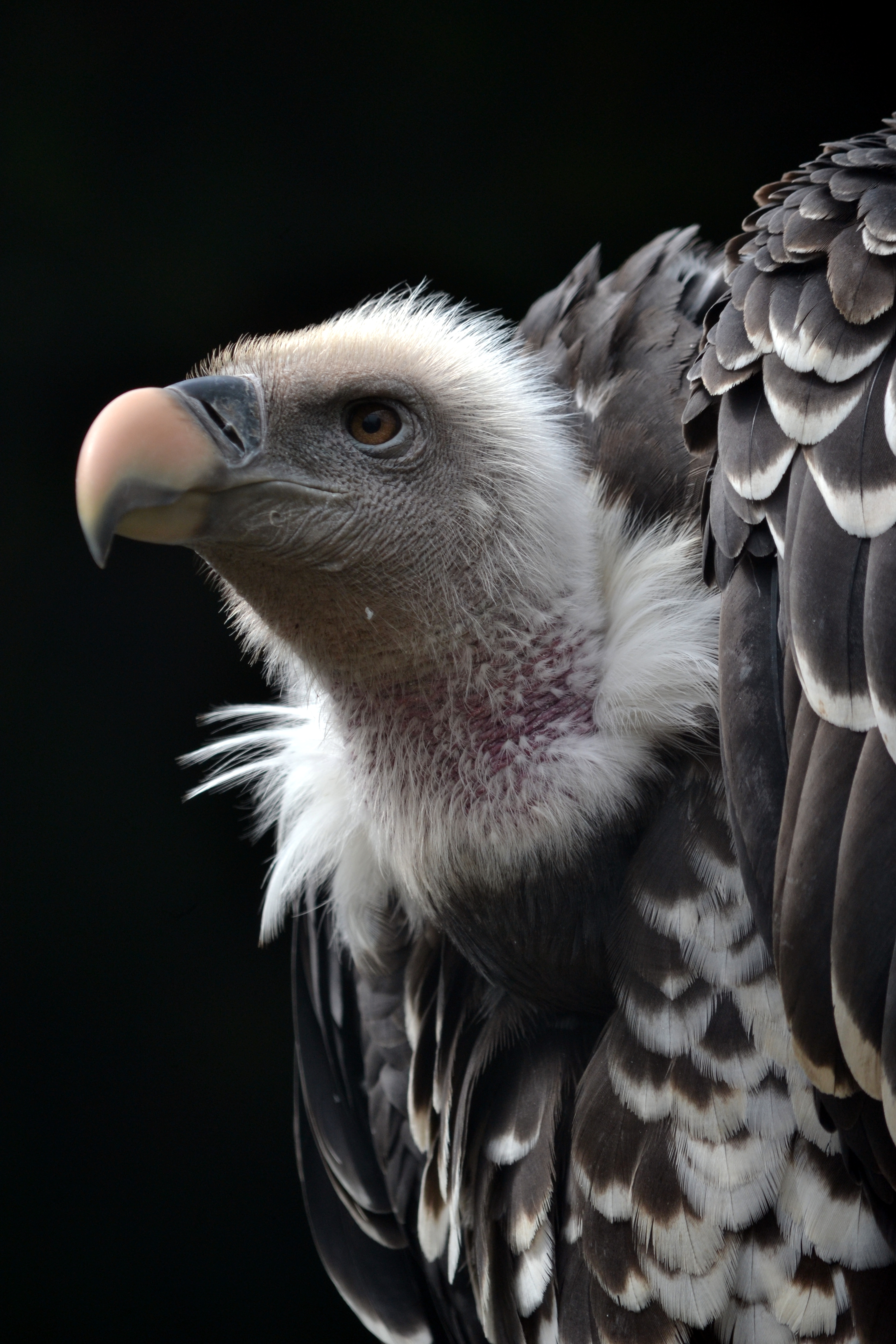
Kopf des Sperbergeiers – im Vogelpark Avifauna
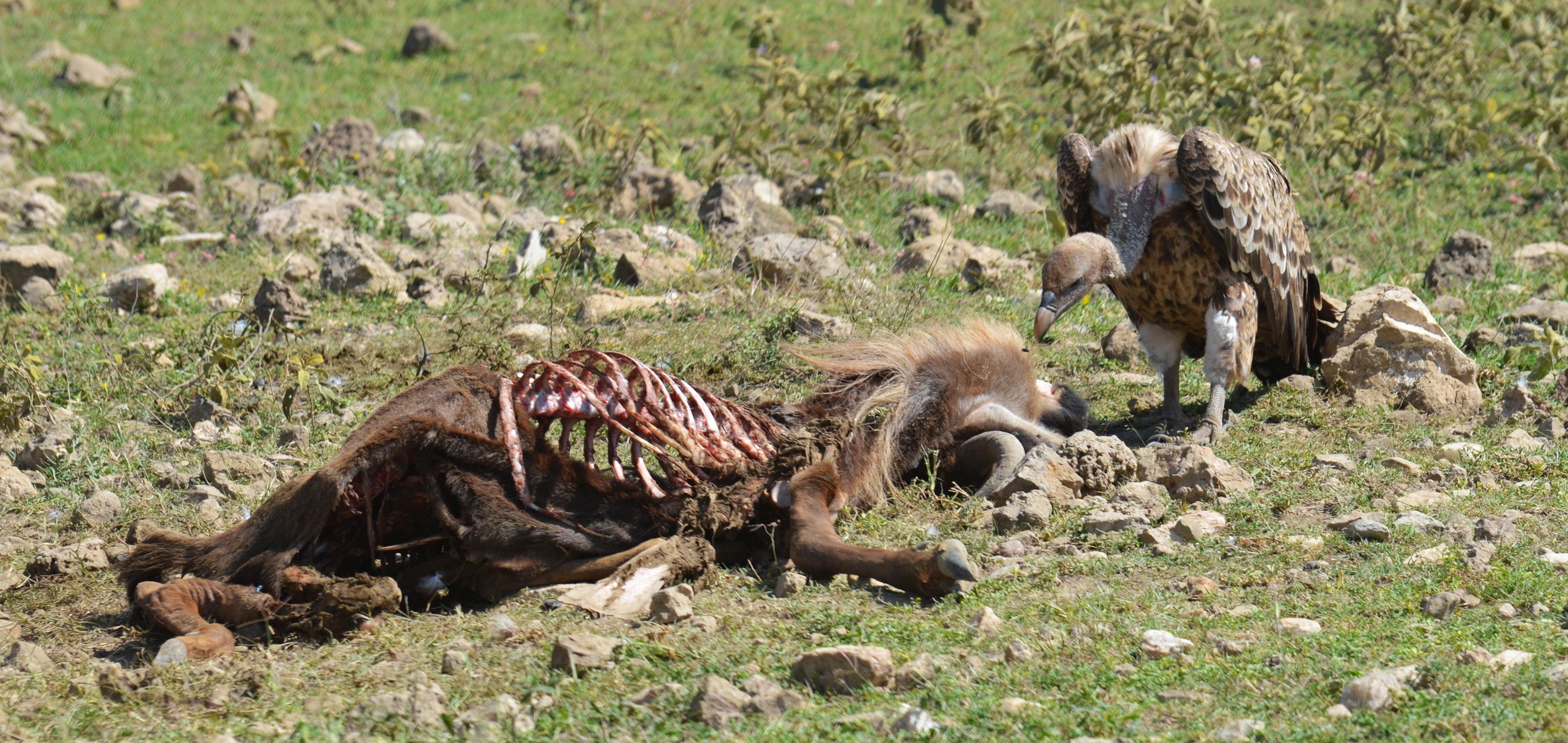
Sperbergeier an den Überresten eines Gnukadavers
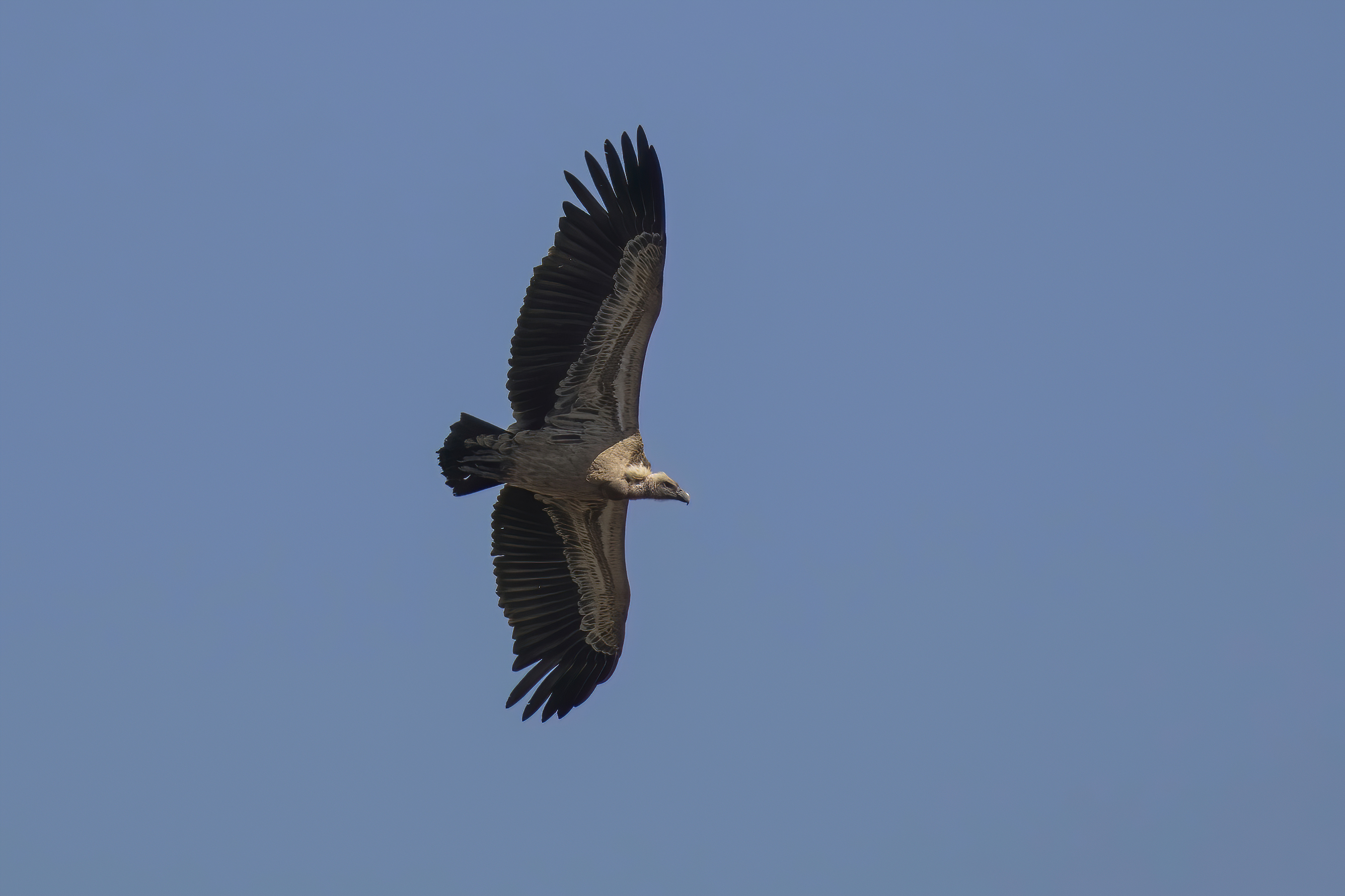
Flugbild des Abessinischen Sperbergeiers (Gyps rueppelli erlangeri)
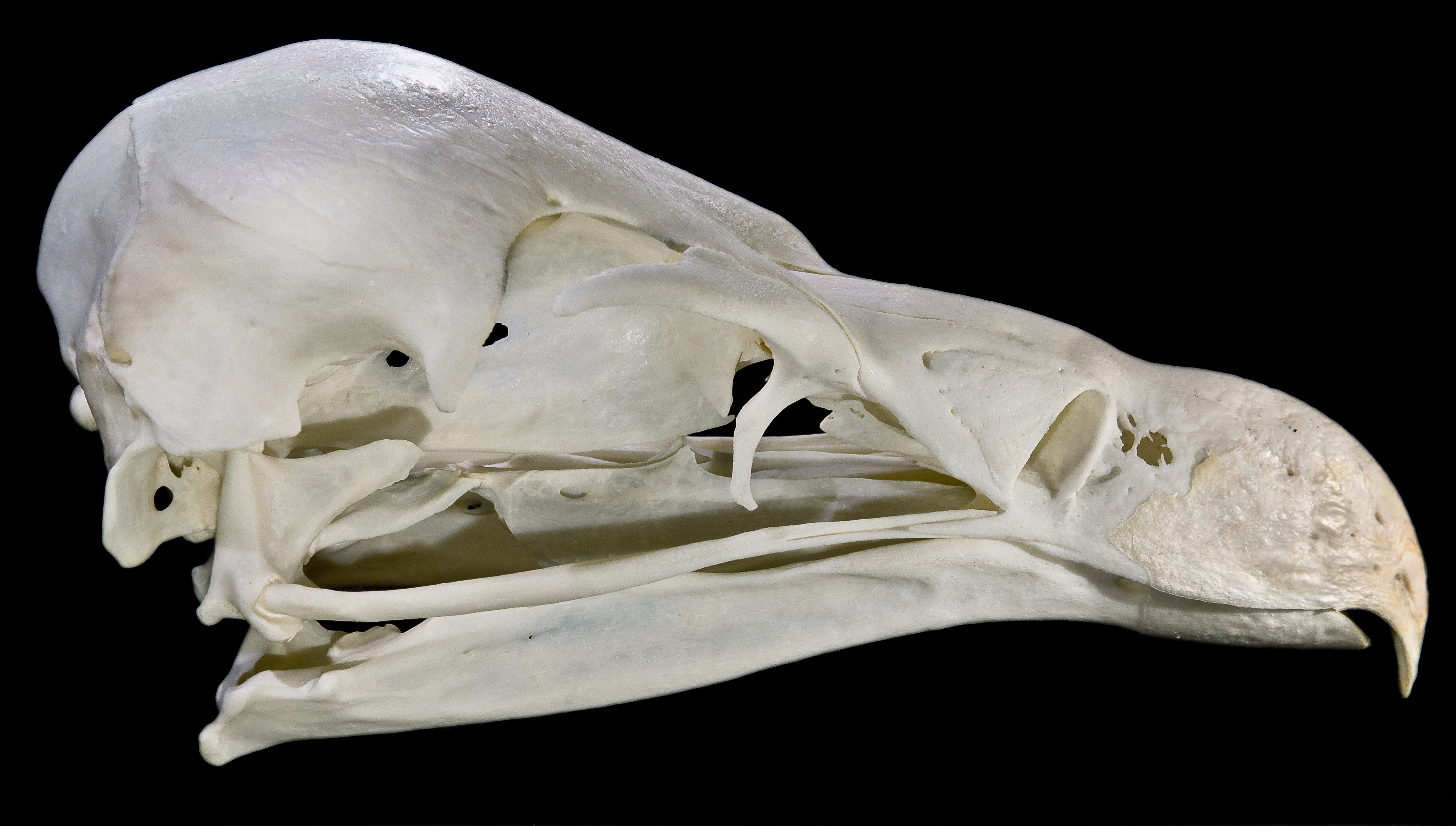
Kopfskelett des Sperbergeiers
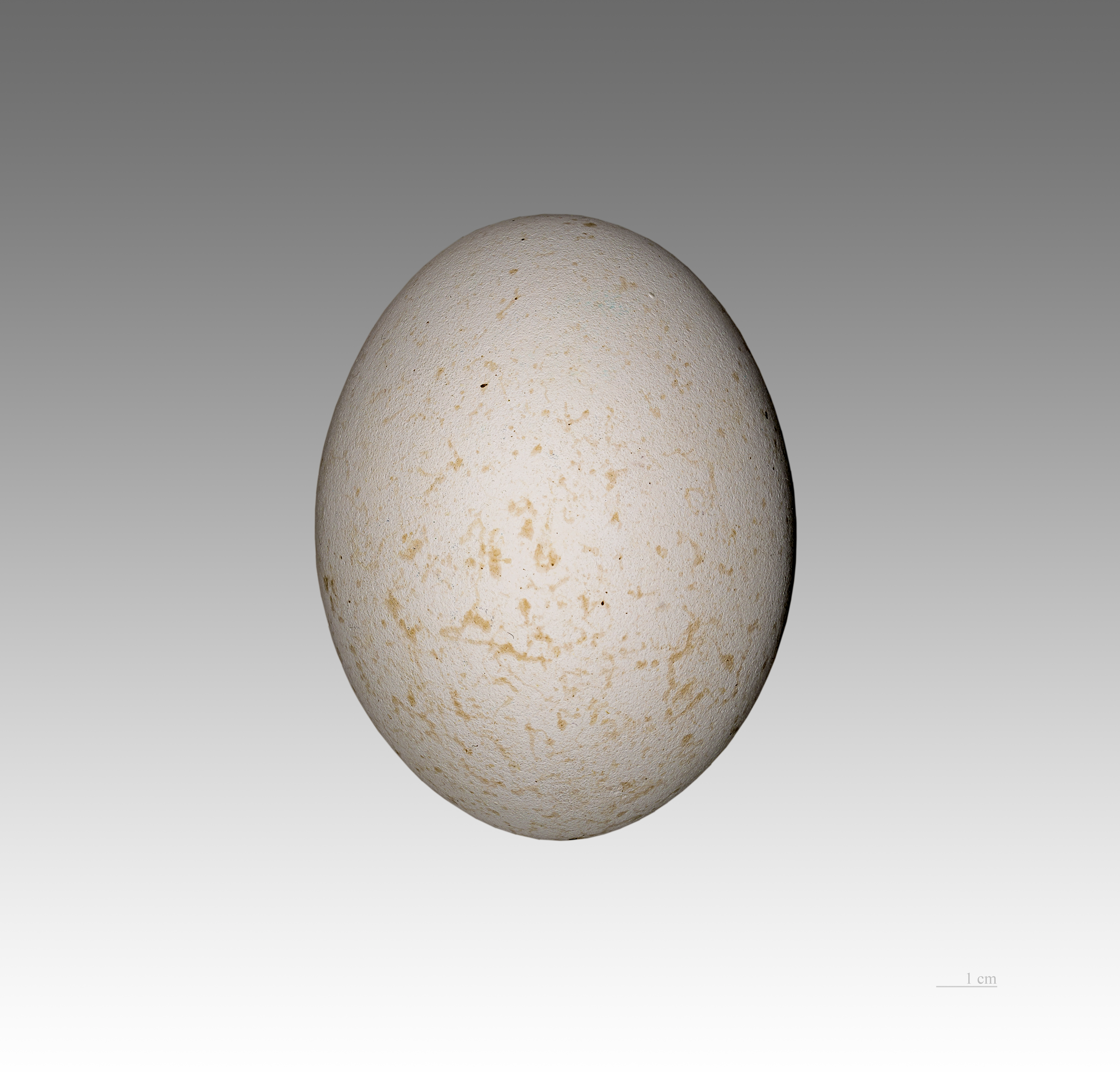
Ei des Sperbergeiers aus der Sammlung im Naturhistorischen Museum Toulouse